# Diplostethus
Diplostethus is een geslacht van kevers uit de familie  
kniptorren (Elateridae).
Het geslacht is voor het eerst wetenschappelijk beschreven in 1907 door Schwarz.

## Soorten
Het geslacht omvat de volgende soorten:
- Diplostethus meridanus (Champion, 1896)
- Diplostethus opacicollis Schaeffer, 1916
- Diplostethus peninsularis (Champion, 1895)
- Diplostethus setosus (Germar, 1824)
- Diplostethus texanus LeConte, 1853